# Ostha memoria
Ostha memoria är en fjärilsart som beskrevs av Dyar 1918. Ostha memoria ingår i släktet Ostha och familjen nattflyn. Inga underarter finns listade i Catalogue of Life.